# Beuzeville-au-Plain
Beuzeville-au-Plain ist eine Ortschaft und eine Commune déléguée in der französischen Gemeinde Sainte-Mère-Église mit 40 Einwohnern (Stand 1. Januar 2022) im Département Manche in der Region Normandie.
Mit Wirkung vom 1. Januar 2016 wurden die früheren Gemeinden Beuzeville-au-Plain, Chef-du-Pont, Écoquenéauville und Foucarville mit der Gemeinde Sainte-Mère-Église fusioniert und damit eine Commune nouvelle dieses Namens geschaffen. Die Gemeinde Beuzeville-au-Plain gehörte zum Arrondissement Cherbourg und zum Kanton Sainte-Mère-Église.

## Geografie
Beuzeville-au-Plain auf der Halbinsel Cotentin ist landwirtschaftlich geprägt. Das Dorf liegt 18 Kilometer südöstlich von Valognes nahe dem Küstenabschnitt Utah Beach.

## Sehenswürdigkeiten
- Kirche Saint-Brice, Monument historique
- Herrenhaus Mariéville, Monument historique
- Herrenhaus Artilly

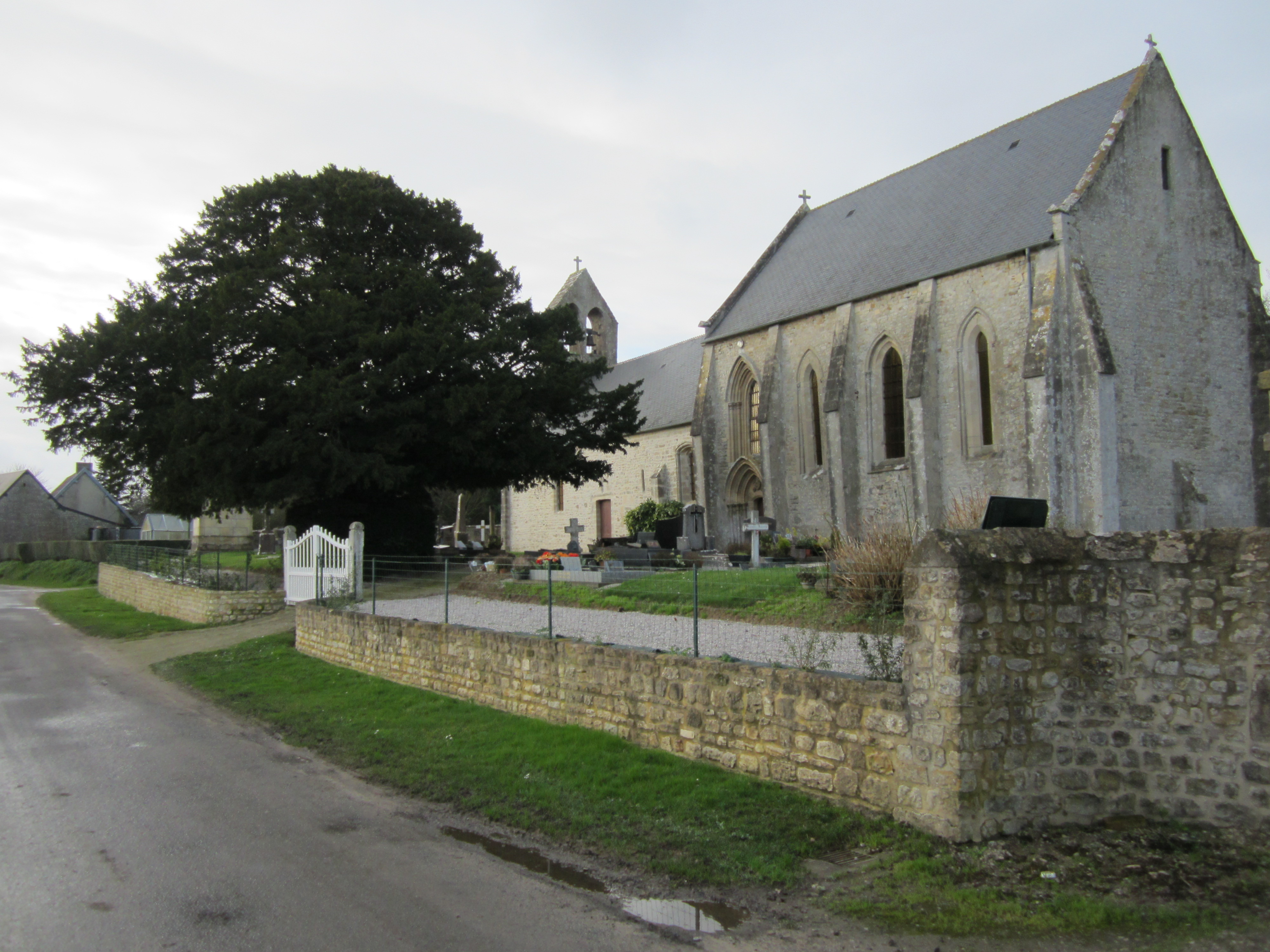
Kirche Saint-Brice
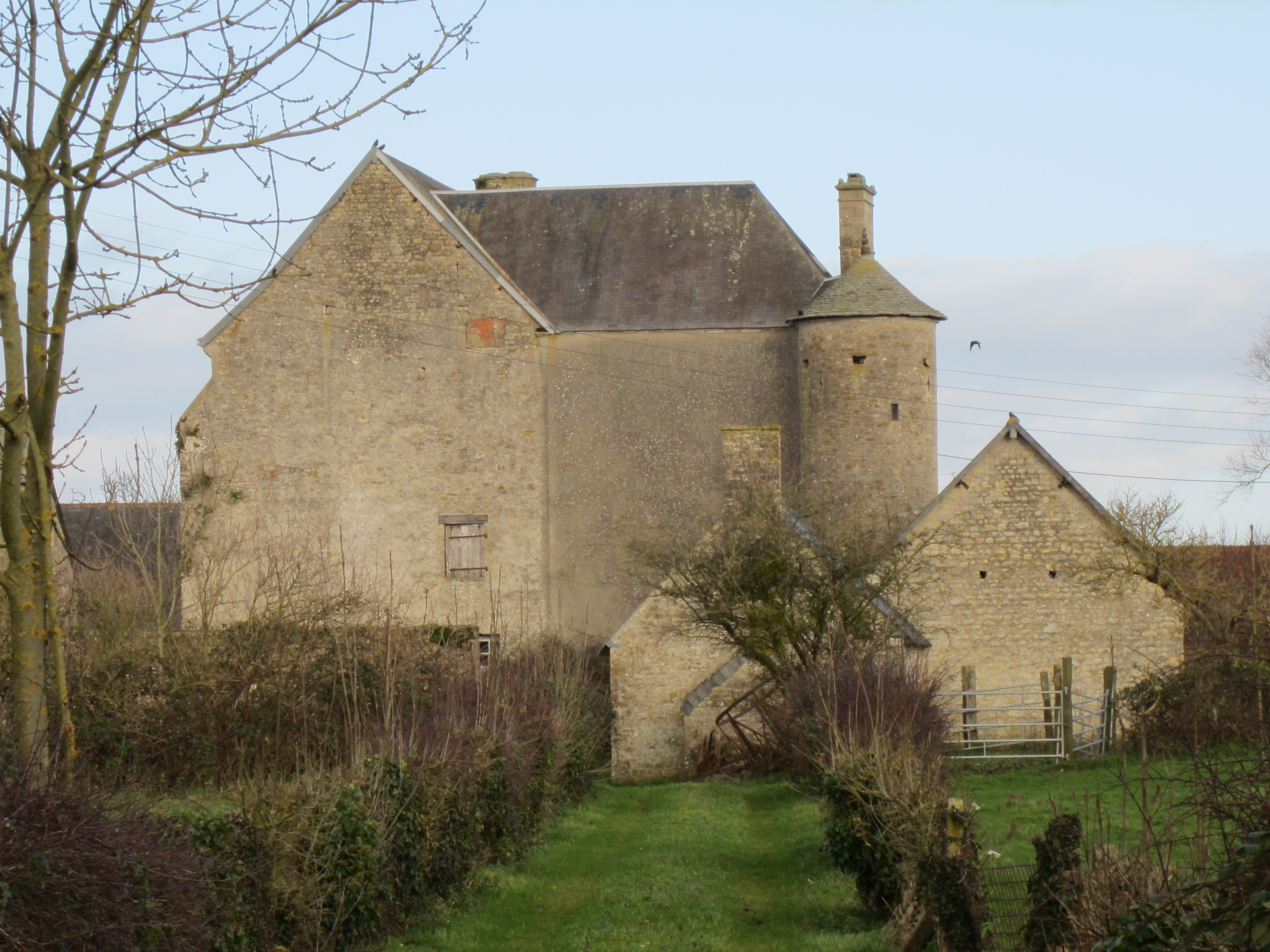
Herrenhaus Mariéville
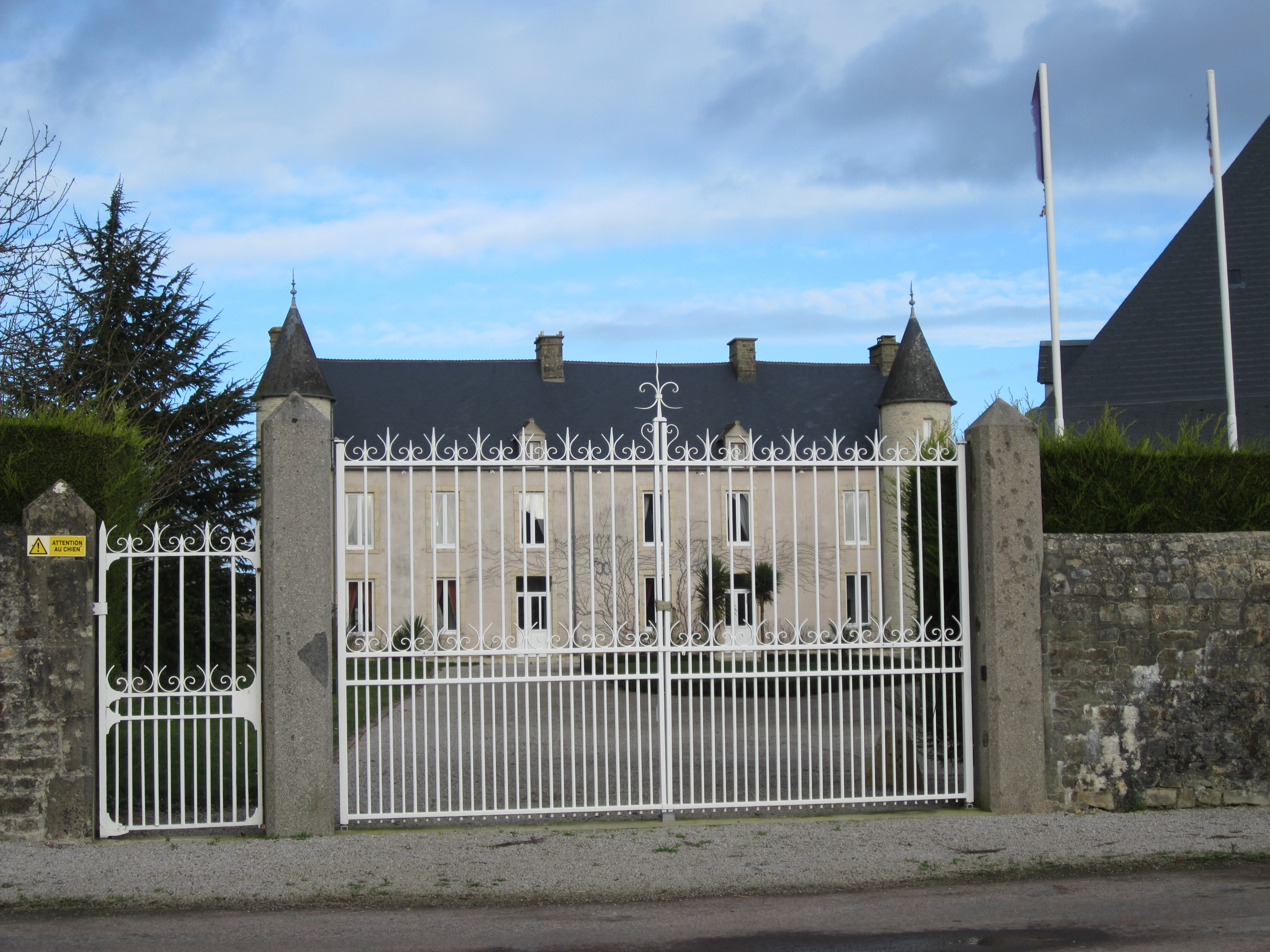
Herrenhaus Artilly
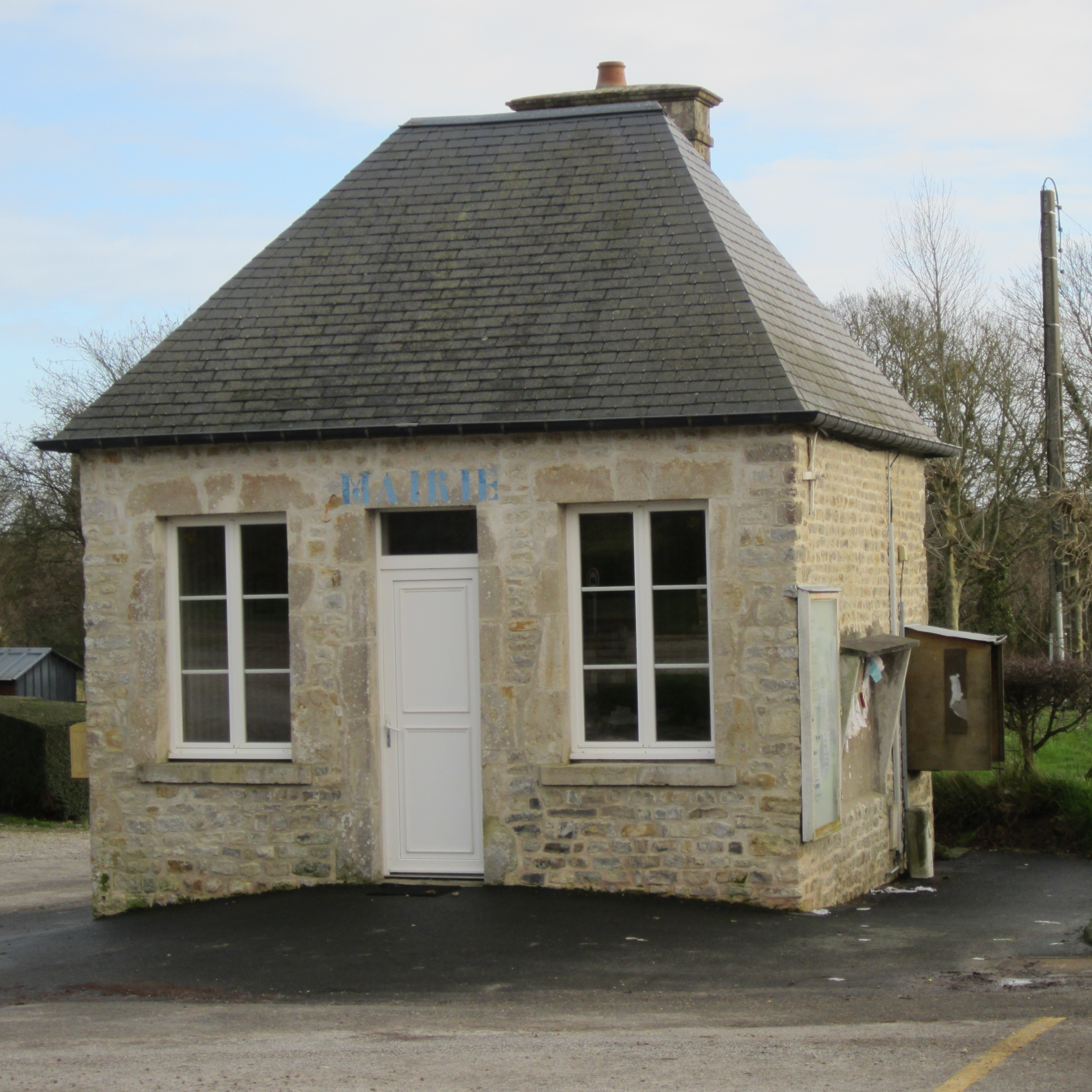
Ehemaliges Rathaus